# 花嫁はあまりにも美しい
『花嫁はあまりにも美しい』（はなよめはあまりにもうつくしい、仏: La mariée est trop belle、英: The Bride Is Much Too Beautiful）は、1956年に公開されたフランスの映画。オデット・ジョワイユの小説を原作にしたコメディ映画である。監督はピエール・ガスパール＝ユイ。出演はブリジット・バルドーやミシュリーヌ・プレールなど。
日本では劇場未公開だが、1966年8月17日にテレビ初放映された。

## キャスト
- シュシュ: ブリジット・バルドー（吹替: 赤沢亜沙子）
- ジュディス: ミシュリーヌ・プレール（吹替: 来宮良子）
- ミシェル: ルイ・ジュールダン
- トニ: マルセル・アモン（フランス語版）
- パトリス: ジャン＝フランソワ・カルヴェ（フランス語版）
- マルク: ロジェ・デュマ（フランス語版）
- アグネスおばさん: マドレーヌ・ランバート（フランス語版）
- ヴィクトル夫人: マルセル・アーノルド（フランス語版）
- イヴォンヌおばさん: コレット・レジス（フランス語版）

※日本語吹替: テレビ版・初回放送1966年8月17日『テレビ名画座』

## スタッフ
- 監督: ピエール・ガスパール=ユイ
- 助監督: ピエール・ラリー（フランス語版）、セルジュ・ヴァラン（フランス語版）
- 製作: クリスティーヌ・グーズ・レナル（フランス語版）
- 原作: オデット・ジョワイユ（フランス語版）
- 脚本: フィリップ・アゴスティニ（フランス語版）、ジュリエット・サン＝ジニエ
- 撮影: ルイス・ペイジ（フランス語版）
- 美術: ジャン・ドーボンヌ（フランス語版）、ピエール・デュケヌ
- 衣装: ピエール・バルマン（フランス語版）
- 音響：アントワーヌ・アルチンボー（フランス語版）
- 編集：ルイゼット・オートクール（フランス語版）
- 音楽: ノルベルト・グランツベルク（フランス語版）